# The Journal of Economic History
The Journal of Economic History (JEH) ist eine vierteljährlich erscheinende wissenschaftliche Fachzeitschrift zu wirtschaftsgeschichtlichen Themen. Es wird seit 1940 von der Economic History Association herausgegeben.

## Redaktion
Die Redaktion des Journals wird gemeinsam von Paul W. Rhode und Ann Carlos geleitet. Neben einer Reihe von einfachen Mitgliedern gehören der Redaktion D. Fan Fei und Lily Welch als assistierende Redakteure, Timothy W. Guinnane und John E. Murray als Redakteure für Buch-Rezensionen und Price V. Fishback als Direktor an.

## Rezeption
Eine Studie der französischen Ökonomen Pierre-Phillippe Combes und Laurent Linnemer listet das Journal mit Rang 44 von 600 wirtschaftswissenschaftlichen Zeitschriften in die drittbeste Kategorie A ein.
Das Journal of Economic History hatte 2014 nach eigenen Angaben einen Impact Factor von 1.29. 2017 betrug der Impact Factor nach eigenen Angaben 1.379.